# Cetraria aculeata

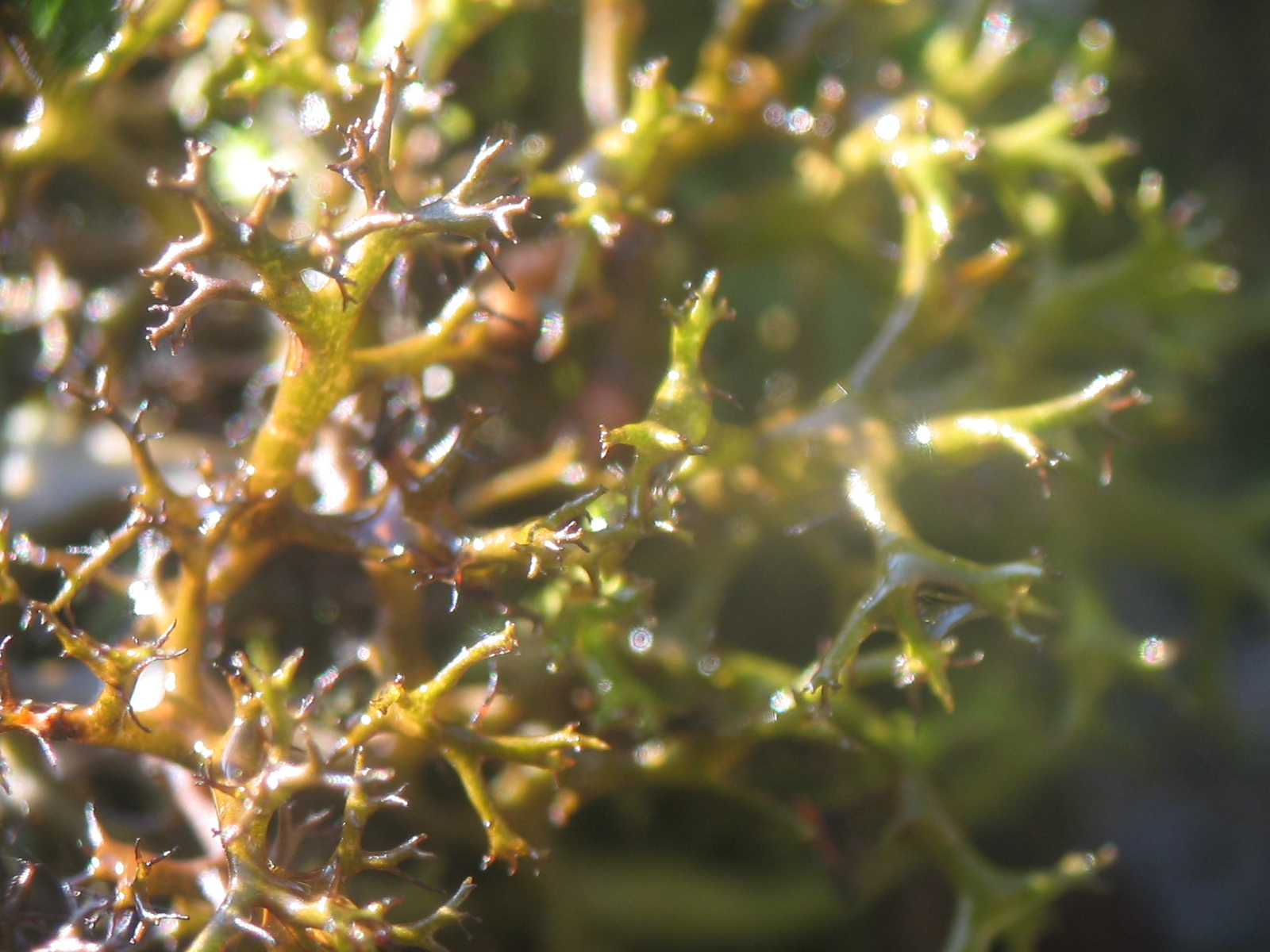
Cetraria aculeata

Espèce
Cetraria aculeata (du latin cetra, « petit bouclier », et aculeatus, « muni d'aiguillons ») est une espèce de lichens fruticuleux de la famille des Parmeliaceae.